# Afroditi Fryda
Afroditi Fryda (griechisch Αφροδίτη Φρυδά, * 1964 in Athen) ist eine griechische Sängerin.

## Leben und Wirken
Nach einem Musikstudium an Nationalen Konservatorium in Athen bewarb sie sich 1984 erstmals beim Vorentscheid zum Eurovision Song Contest. Ihr Schlager Donald Duck konnte keinen Sieg erringen. Im Jahr 1988 schaffte sie es und wurde ausgewählt, Griechenland beim Eurovision Song Contest 1988 in Dublin zu vertreten. Ihr Schlager Clown konnte nur Platz 17 erreichen.
Ein Jahr später erschien ihr Debütalbum. Sie hatte die Jahre danach überwiegend regionale Auftritte rund um ihren Heimatort Athen.

## Diskografie
Alben
- 1989: Mikri Megali Agapi
- 1992: Na Prosechis
- 1995: Tin Ora pou Kimounde ta Thiria
- 2006: Asimenia Dakrya